# Silio Itálico

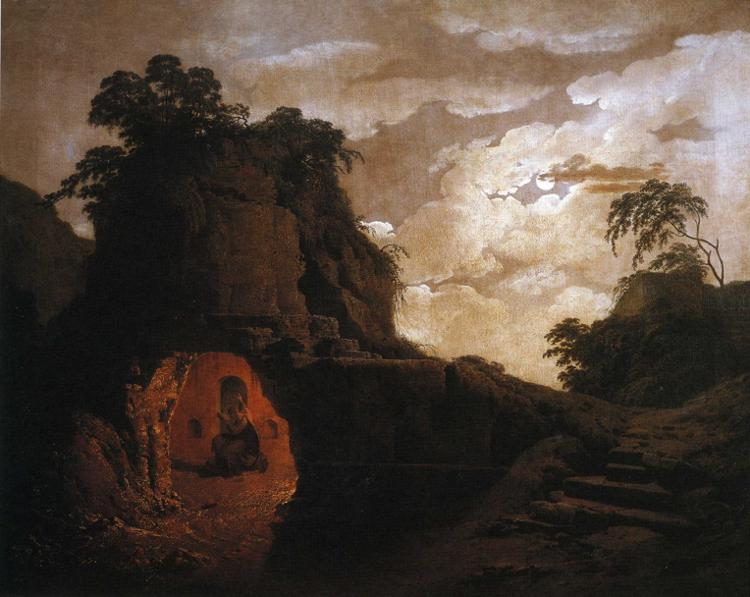
Joseph Wright: La tumba de Virgilio, con la figura de Silio Itálico.

Tiberio Cacio Asconio Silio Itálico (en latín, Tiberius Catius Asconius Silius Italicus; 25/26-Campania, 101) fue un político y poeta épico latino, cónsul en el año 68 y autor de Punica, un extenso poema épico sobre la segunda guerra púnica.

## Vida
Su lugar de nacimiento es desconocido, aunque D. J. Campbell y R. Syme conjeturan que por el Catius y Asconius de su nombre debió ser cisalpino, más en concreto de Patavium (Padua); de ahí le habría venido la afición a su paisano, el historiador Tito Livio. A partir de su cognomen Italicus, muchos eruditos desde el Renacimiento le creyeron originario de Itálica en Hispania, como, por ejemplo, Rodrigo Caro en su famosa Canción a las ruinas de Itálica, sin embargo el gentilicio correcto de esta ciudad es italicensis, y también es improbable porque Marcial no lo incluyó en su lista de celebridades hispanas de la primera mitad del siglo I. Hay quien sospecha que algún antecesor de Silio adoptara el sobrenombre de Italicus como miembro de la corporación de los Italici, que son nombrados a menudo en Sicilia y en otros lugares.
Durante su juventud en época del emperador Claudio Silio fue un reconocido orador forense, y en época neroniana un cauteloso político, sin la habilidad o ambición suficiente para oponerse al cruel emperador en esa época. Pero la mediocridad no bastaba para protegerse de los caprichos homicidas de Nerón, y se cree que Silio aseguró su seguridad personal y su promoción al consulado prostituyendo sus habilidades de orador en las farsas judiciales que a menudo condenaban a las víctimas del emperador. Se cree que pudo haber escrito en esa época, como miembro del círculo literario del emperador, un resumen en latín de la Iliada de Homero, la Ilias latina, pero este poema de 1070 hexámetros se atribuye en realidad a alguien con un nombre parecido que no es él, aunque quizá fue su pariente, un tal Publius Baebius Italicus.
Cónsul en el año 68, el último nombrado por Nerón, y, tras el suicidio de este, durante la guerra civil partidario de Vitelio, ello no le granjeó la enemistad del final vencedor Vespasiano. Según Tácito, incluso fue uno de los dos testigos que estuvieron presentes en las conferencias entre Vitelio y Flavio Sabino, el hermano mayor de Vespasiano, cuando las legiones del Oriente marchaban rápidamente hacia la capital.  La vida de Silio después de su consulado fue bien descrita por Plinio el Joven. Recuperó su honor ganando fama de buen administrador como procónsul del Asia en 77, y borró la mala reputación que había ganado por sus acciones del pasado por medio del admirable uso que dio a su tiempo libre. Su estilo de vida tranquilo y su evitación de las intrigas palaciegas disiparon en consecuencia la hostilidad y logró sobrevivir al final de la dinastía Flavia, viviendo de manera digna y satisfactoria. Acalló su oscuro pasado de delator desapareciendo de la escena política. Disfrutó de forma vicaria de la fulgurante carrera de su hijo mayor, Lucio Silio Deciano, cónsul en el año 94, pero perdió a un hijo menor, Silio Severo, fallecido prematuramente. Esta pérdida fue el motivo que lo impulsó a vivir en sus posesiones de Campania, rodeado de una cuantiosa y selecta biblioteca, una de las más envidiadas de su época, y de una tertulia de cultos amigos; allí emprendió la redacción de la Púnica, no antes del año 88. Como no necesitaba mecenas, lo fue él mismo protegiendo a epigramistas como Marcial y se ganó la fama de pródigo y derrochador cuando se trataba de comprar libros y obras de arte. Compró la finca de Virgilio, al que veneraba como a un dios, y una de las de Cicerón. Plinio el Joven censuró ese afán de coleccionista y su poco vigor como creativo: "escribía con más meticulosidad que talento, y en ocasiones se prestaba al juicio de los demás en las declamaciones que ofrecía" (Plinio, Epístolas, 3.7.5).
Silio era un estoico, y puso en práctica la teoría sobre el suicidio adoptada por aquella escuela filosófica. Afectado por un tumor incurable, dejó de alimentarse hasta morir, manteniendo un semblante alegre hasta el final.

## Carrera política y artística
Según Marcial, Silio empezó siendo un orador y, durante los últimos años del emperador Claudio,
se dedicó a vender sus servicios de orador, sobre todo en asuntos jurídicos. Pero en época de Nerón su fama decayó delante los rumores que decían que se vendía a la causa del emperador ayudando a condenar las víctimas de este.
«laeserat famam suam sub Nerone, credebatur sponte acusasse;» Plinio el Joven.
Aun así, Plinio el Joven nos cuenta que era buen amigo de Vitelio y, también dada a su actuación política en época de Nerón, consiguió en el año de la muerte del emperador Nerón llegar a cónsul. En este aspecto, Tácito también hace referencia a Silio en cuanto que nos cuenta que fue testigo de las negociaciones secretas entre Vitelio y Flavio Sabino.
«verba vocesque duos testes habebant, Cluvium Rufum et Silium Italicum». Tácito.
Durante el mandato de Vespasiano a Silio le fue dado el cargo de procónsul de Asia Menor, según la
inscripción del templo de Afrodita en Caria, hacia el año 77. Tras llegar al máximo cargo al que podía aspirar un senador, adquirió una gran fama y una posición privilegiada dentro de la sociedad
romana del momento. Esta etapa de su vida le permitió reunir una gran fortuna que invirtió en conseguir las obras y posesiones de los autores literarios que más admiraba: Virgilio y Cicerón.
«erat φιλόκαλος usque ad emacitatis reprehensionem. Plures isdem in locis uillas possidebat
adamatisque nouis priores neglegebat. Multum ubique librorum, multum satuarum, multum
imaginum, quas non habebat modo verum etiam venerabatur, Vergili ante omnes, cuius natalem
religiosius quam suum celebrabat, Neapoli maxime, ubi monimentum eius adire tu templum
solebat.» Plinio el Joven.
En cuanto a sus hijos, el hijo mayor, Lucio Silio Deciano, llegó a ser cónsul el año 94; pero el hijo menor, Silio Severo, murió en una edad temprana. Los rumores dicen que la muerte de su hijo menor fue una de las razones por las que decidió morir, a pesar del éxito y consuelo de su primogénito.
«nisi quod minorem ex liberis duobus amisit; sed maiorem melioremque florentem atque etiam
consularem reliquit.» Plinio el Joven.
Posteriormente, ya en tiempos de Domiciano, se retiró de la vida pública y se recluyó en sus
posesiones en la Campania rodeándose de obras de arte y literatura. Esta nueva faceta le llevó a que
lo nombraran princeps civitatis llegando a ser una de las personas más influyentes de la Roma
cultural. Su gran fortuna le permitió dedicarse a la literatura de forma plena. Llegó incluso llegó a
hacer amistades como el poeta Marcial y, por ello, no dejaba de elogiarlo:.
Perpetui numquam moritura uolumina Sili
qui legis et Latia carmina digna toga,
Pierios tantum uati placuisse recessus
credis et Aoniae Bacchica serta comae?
Sacra cothurnati non attigit ante Maronis 5
impleuit magni quam Ciceronis opus:
hunc miratur adhuc centum grauis hasta uirorum,
hunc loquitur grato plurimus ore cliens.
Postquam bis senis ingentem fascibus annum
rexerat adserto qui sacer orbe fuit, 10
emeritos Musis et Phoebo tradidit annos
proque suo celebrat nunc Helicona foro.

## Obra

Pintura de Aníbal cruzando los Alpes, una significativa escena de Punica.

Silio Itálico compuso la obra llamada Punica tratando la segunda guerra púnica, y empezó a escribirla entre el 88 y el 92. Estas fechas se deducen con el mismo método en que se dedujo tanto las fechas de vida y muerte del autor como su procedencia. Así pues, teniendo en cuenta que el poeta Marcial era uno de sus amigos más allegados, se entiende que, cuando publicó su cuarto libro de epigramas y no hacer ningún comentario de Silio más que alabanzas, aún no se había dado ninguna intención de escribir la obra; pero se sabe que en el 92 ya debían circular algunas copias de algunas partes del poema.
El VII libro se cree que está publicado después de la muerte de Domiciano por el papel que desempeña la diosa Minerva en él. Por Suetonio sabemos que Domiciano veneraba a la diosa con mucho fervor «celbrabat et in Albano quotannis Quinquatria Mineruae, cui collegium instituerat». Así, pues, En este libro Silio nos presenta una Minerva que va en contra de Roma. También se sabe con certeza que Silio tardó en escribir la obra hasta ya avanzada su enfermedad. Prueba de esto reside en el estilo de escritura de los últimos libros que contrastan con la poética que utilizó al empezar su Punica. En este nuevo estilo se puede palpar la premura con la que escribía en tanto que, si comparamos el relato de los hechos de Silio con los de Tito Livio, al que seguramente utilizaba como fuente para informarse sobre los hechos, se ve que faltan pasajes que este segundo recoge en su Ab urbe condita, como la reunión que Escipión el Africano y Aníbal hicieron antes de la batalla de Zama; además, en lo que se concierne a su estilo, este se vuelve poco cuidado y, muchas veces, dota a sus versos de un notable dramatismo, ya sea por el carácter épico.
Aun así no se puede decir que el poema no esté acabado. Este acaba con una alabanza a Escipión el Africano elevándolo hasta la posición de divinidad comparándole con Marco Furio Camilo.
El hecho de esta premura para acabar la obra hace dudar sobre la idea inicial del volumen de esta en 17 libros o en 18. Esta duda viene concebida en dos teorías. La primera, aun no siendo muy probable, tampoco es imposible, ya que entiende que la obra tiene tantos libros como años duró la guerra (218-201 a. C.), aunque los sucesos de cada año no acaban de coincidir con el libro respectivo. La segunda teoría formulada por E. Bickel es más aceptada. Esta postula que la idea inicial de la obra no era de diecisiete libros sino dieciocho, tal como los Annales de Ennio y, hay dos factores que la hacen más probable: el primero son las carencias de ciertos sucesos como la llegada de Aníbal a África, la entrevista con [Escipión el Africano y las deliveraciones previas a la batalla; segundo, hay un corte argumental en XVII.290 en que, tras una tempestad que afecta a Aníbal, hay una laguna y, le sigue ya los sucesos previos a la batalla de Zama.
«Sic Venus. et tumidi considunt gurgite fluctus. 290
[...] 290a
obviaque adversis propellunt agmina castris.»
Y, por último, está la celeridad con que cuenta los sucesos en el último libro, debido, seguramente, al hecho que quería dejar terminada la obra antes de que no se lo permitiera la enfermedad.
La estructura del poema está pensada desde el punto de vista épico. Su centro sería el relato de la batalla de Cannas siguiendo la línea de Polibio, que resalta la importancia para Roma de esta batalla. Esta importancia ya se nos viene anunciando desde el primer libro.
Y no solamente eso, sino que, además, el inicio del relato de la batalla viene con una introducción que invoca a las musas, siguiendo el carácter épico del poema. Esta invocación a las musas en mitad del poema indica, sin duda alguna, la importancia de este hecho.
A partir de la batalla de Cannas, se aprecia un cambio de tornas entre Roma y los cartaginenses. Así como hasta ahora se relataban los éxitos de Aníbal, a partir de este punto ocurrirá todo lo contrario. Toda la grandeza que Aníbal obtuvo hasta el momento será reduciendo hasta su final derrota.
El esquema final de la estructura del poema sería el siguiente:
- Libros I-II: Orígenes de la segunda guerra púnica (Toma de Sagunto)

- Libros III-V: Victorias de Aníbal

- Libros VI-VII: Régulo y Fabio (virtudes romanas y paradigma moral)

- Libros VIII-X: Batalla de Cannas

- Libros XI-XII: inicio de la decadencia de Aníbal

- Libros XIII-XV: Recuperación de Roma. Muerte de Asdrúbal

- Libros XIII-XVII: Guerra en Hispania y África (batalla de Zama)

Su gran obra, el poema Punica, contiene solo dos pasajes relacionados con los Flavios; en ambos Domiciano es elogiado como guerrero, y en uno de ellos figura como un cantante cuya lira es más dulce que la del mismísimo Orfeo. Silio fue un gran estudioso y patrocinador de la literatura y el arte, y un apasionado coleccionista. Dos grandes romanos del pasado, Cicerón y Virgilio, fueron idealizados y venerados por él, llegando a adquirir sus propiedades en Tusculum y Nápoles. Los últimos años de su vida Silio los pasó en la costa de Campania, donde visitaba constantemente la tumba de Virgilio para homenajearle.
Trató de emular lo mejor que pudo la vida de sus dos grandes héroes: en Virgilio se inspiró para componer versos épicos, y al igual que Cicerón debatía interrogantes filosóficos con amigos de gustos similares. Entre estos amigos se hallaban Epicteto, quien le consideró uno de los romanos de mayor espíritu filosófico de la época, y Lucio Anneo Cornuto, el estoico, retórico y gramático, quien dedicó a Silio un comentario sobre Virgilio.
Se le atribuyó una Iliada latina, compendio de la Iliada en mil setenta hexámetros latinos que gozó de gran favor en la Edad Media por dar a conocer episodios o hechos del gran poema homérico a quienes no conocían la lengua griega, aunque todo parece indicar que el verdadero autor fue un maestro de escuela de la segunda mitad del siglo I.

## Estilo
Silio Itálico era un poeta épico y, como tal, es innegable que su estilo no estuviera de algún modo
influenciado por los autores épicos antiguos más relevantes, en especial Homero. Tan evidente es su presencia
que incluso introduce al poeta en la obra.
Luego, también sigue de cerca el estilo de Virgilio, poeta épico al que adoraba hasta considerarlo
una divinidad, y poeta que estableció unas pautas para la épica latina que fueron seguidas como un
canon por los siguientes poetas de la misma rama.
Las influencias son muchas y evidentes, hasta el punto que se pueden establecer algunos
paralelismos entre pasajes de Punica y la misma Ilíada. Un ejemplo sería la despedida entre Aníbal
y su esposa Imilce, que imita al pasaje de Héctor y Andrómaca de Homero.
También sigue la obra de Homero a través del punto de vista de Virgilio, de tal manera que en el
libro XIII encontramos una bajada al inframundo pero siguiendo el estilo de Virgilio, haciendo
aparecer personajes importantes para la historia de Roma entre otros, como el ya mencionado
Homero. Es evidente, entonces, que Virgilio, y Homero a través de este, son las pautas principales
que seguirá Silio en su aspecto formal de la obra. Se caracterizará, pues, en un estilo poético que
ensalzará todas las virtudes de los hombres en sus versos y, hará partícipes a los dioses en los
hechos tal y como se hacía en la Ilíada y la Eneida, además de usar la estructura de algunos pasajes
de esta para realizar los suyos propios.
Ennio también es una inspiración para Silio, en cuanto su obra está estructurada según sus Annales,
a pesar de las razones que ya se han comentado en el apartado anterior. También es uno de los
primeros poetas en escribir las hazañas de los romanos en hexámetros. Por ello, Silio lo alude en su
obra, tal como ha hecho con Homero.
Silio no era reconocido por ser un gran poeta de gran ingenio, sino que se sabe que sus versos
estaban hechos con más trabajo que inspiración, tal y como nos dice Plinio.
«scribebat carmina maiore cura quam ingenio, non numquam iudicia hominum recitationibus
experiebatur»
Por ello no encontramos en Silio ninguna característica que no se dé en otros autores, sino que usa
las mismas aunque cambiándolas a su antojo según su conveniencia. Entre estas encontramos el uso
de diferentes palabras en un mismo pasaje que hace redundancia en una acción, en símiles,
sobre todo inspirados en los virgilianos, etc. Procura ser ingenioso con juegos de palabras o
etimologías ingeniosas y creaciones de palabras nuevas. En este último aspecto destacan palabras
cómo nutamen, irrestinctus, extensus, illapsus, diffulminat, etc.